# Zosimo di Napoli
Zosimo I o Cosimo o Cosma (III secolo – Napoli, IV secolo) è stato un vescovo romano, vescovo di Napoli nel IV secolo.

## Biografia
Secondo quanto riportano le Gesta episcoporum Neapolitanorum e il Catalogus episcoporum Neapolitanorum il vescovo Zosimo (Zosimus episcopus) è stato l'undicesimo vescovo di Napoli, successore di Massimo e predecessore di Severo, e governò la sua Chiesa per 14 anni. Queste fonti collocano il suo episcopato all'epoca dei papi Milziade (311-314) e Silvestro I (314-335) e dell'imperatore Costantino I (306-337). Questa cronologia è palesemente errata, poiché il suo predecessore Massimo, fu esiliato attorno al 355/356. Questo ha indotto diversi studiosi ed eruditi a spostare l'episcopato di Zosimo (chiamato anche Cosma, Cosimo o Zonio) tra i vescovi Efebo e Fortunato. Si attribuisce a Zosimo la traslazione dei resti di San Gennaro dalla valle del lago di Agnano alle catacombe di Napoli.
Storicamente, il vescovo Zosimo è attestato da un documento coevo, il Libellus precum ad imperatores, scritto dai sacerdoti Faustino e Marcellino, sostenitori di Lucifero di Cagliari, in difesa della fede nicena contro l'arianesimo. Il partito ariano di Napoli infatti aveva costretto il vescovo Massimo, attorno al 355/356, a lasciare la città e al suo posto aveva eletto Zosimo, che Massimo, dal suo esilio, condannò con un anatema. Quando Lucifero tornò dall'esilio, attorno al 362, Zosimo cercò di riconciliarsi con il vescovo cagliaritano, il quale però rifiutò di ristabilire la piena comunione con lui. Il Libellus racconta che Zosimo perse improvvisamente l'uso della parola quando cercò di celebrare l'eucaristia nella cattedrale di Napoli, per recuperarla solo quando uscì dalla chiesa. Per questo motivo decise dapprima di isolarsi e poi di dimettersi. Zosimo era ancora vivo quando il Libellus fu donato all'imperatore (circa 383/384).
Diversamente da altri vescovi napoletani contemporanei, Zosimo non appare nel calendario marmoreo di Napoli. Parascandolo parla di lui come di un usurpatore, "a cui l'ambizione ebbe tolto il senno fino all'apostasia della cattolica fede".